# Alexandra Kleeman
Alexandra Kleeman (geboren 26. Februar 1986 in Boulder, Colorado) ist eine US-amerikanische Schriftstellerin. 

## Leben
Alexandra Kleeman ist Tochter eines US-Amerikaners und einer Taiwanerin. Sie studierte Kreatives Schreiben an der Brown University in Providence. 2010 ging sie für einen Masters Abschluss an die Columbia University nach New York City. Dort lebt sie mit ihrem Mann, dem Schriftsteller Alex Gilvarry.
Kleeman veröffentlichte einen Band mit Erzählungen und den Roman You Too Can Have a Body Like Mine, für den sie 2016 den „Bard Fiction Prize für Nachwuchsautoren“ des Bard College erhielt. Ihre Essays und Kurzgeschichten erschienen in Zeitschriften wie Tin House oder The Paris Review.

## Werke
- You Too Can Have a Body Like Mine. New York : Harper Collins, 2015 ISBN 978-0062388681[5]
  - A wie B und C : Roman. Übersetzung: Guntrud Argo; Michael Kellner. Berlin : Kein & Aber, 2016 ISBN 978-3-0369-5734-0
- Intimations: Stories. New York : Harper Collins, 2016 ISBN 978-0062388704
- Something New Under the Sun. Random House, New York 2021, ISBN 978-0-593-44818-2.